# Prise de risque (téléfilm)
Pour les articles homonymes, voir Prise de risque.

Prise de risque (On the Border) est un téléfilm américain réalisé par Bob Misiorowski et diffusé en 1998 à la télévision.

## Résumé
Employé de surveillance dans le monde de la banque, Jake émigre, après un braquage raté, dans un bourg perdu près de la frontière mexicaine ; avec la femme de son patron, il traverse régulièrement la frontière pour des retrouvailles épicées dans un hôtel, où tous les deux murissent un plan pour un braquage de la banque où il est employé. Mais d'autres personnes, dont une jolie blonde, convoitent la même banque, à l'occasion de la même nuit…

## Fiche technique
- Scénario : Christopher Harwood, Josh Olson
- Production : Nu Image et  Webster & Montague Production
- Musique : Serge Colbert
- Photographie : Lawrence Sher
- Montage : Alain Jakubowicz (de)
- Genre : policier érotique
- Durée : 103 min
- Pays :  États-Unis
- Langue : anglais, espagnol
- Couleur
- Aspect Ratio : 1.85 : 1
- Son : Dolby Digital

## Distribution
- Casper Van Dien : Jake Barnes
- Bryan Brown : Barry Montana
- Daniel Baldwin : Ed
- Rochelle Swanson : Rosalita
- Camilla Overbye Roos : Kristen
- Pedro Armendáriz Jr. : Herman
- Heidi Jo Markel : Sherree
- Bentley Mitchum : Sykes